# Humo de tercera mano

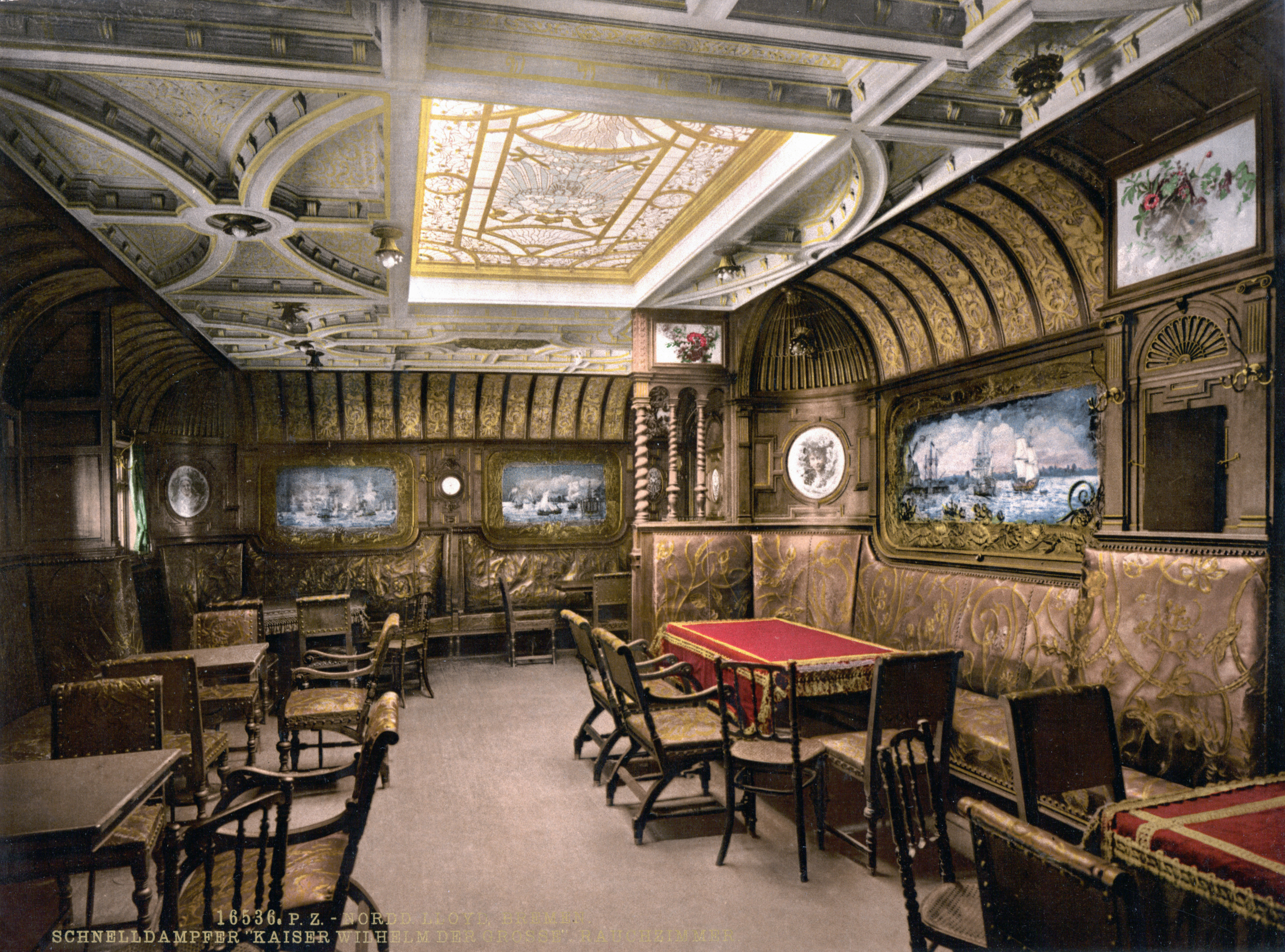
Postal de la cabina de fumadores del SS Kaiser Wilhelm der Grosse, North German Lloyd, Royal Mail Steamers.

Se denomina humo de tercera mano a la contaminación producida por la acción de fumar tabaco después de que el cigarrillo haya sido apagado.
La expresión «humo de tercera mano» es un neologismo creado por un equipo de investigación del Dana–Farber/Harvard Cancer Center. Se refiere a las contaminaciones que subsisten en las superficies después de que el «humo de segunda mano» se ha disipado. El «humo de primera mano» es aquel que es inhalado, entra a los pulmones del sujeto que fuma y es exhalado, mientras que el «humo de segunda mano» es una mezcla del humo exhalado y las sustancias que se liberan del extremo incandescente del cigarrillo, la cual entra en la atmósfera y puede ser inhalada por otras personas. Por su parte, el «humo de tercera mano» es la contaminación en las superficies de los objetos que permanece incluso después de que el humo de segunda mano se ha disipado.